# 빅 리틀 라이즈
《빅 리틀 라이즈》(영어: Big Little Lies)는 미국의 미니시리즈 드라마이다. 리안 모리아티의 소설 《커져버린 사소한 거짓말》을 원작으로 데이비드 E. 켈리가 제작을 총괄했다. 총 7회분으로 제작되며 장마르크 발레가 모든 에피소드를 연출하였다. 니콜 키드먼, 리스 위더스푼, 알렉산데르 스카르스고르드, 제임스 터퍼, 캐스린 뉴턴, 셰일린 우들리, 로라 던이 출연한다. 2016년 촬영을 시작하여 2017년 2월 HBO에서 파일럿 에피소드가 방영되었다.

## 출연

### 주역
- 니콜 키드먼 - 설레스트 라이트
- 리스 위더스푼 - 매들린 마사 매켄지
- 알렉산데르 스카르스고르드 - 페리 라이트
- 제임스 터퍼 - 네이선
- 캐스린 뉴턴 - 애비게일 매켄지
- 셰일린 우들리 - 제인 채프먼
- 로라 던 - 레나타 클라인
- 애덤 스콧 - 에드 매켄지
- 조이 크래비츠 - 보니 칼슨
- 이언 아미티지 - 지키 채프먼
- 메릴 스트립 - 메리 루이즈 라이트

### 조역
- 다비 캠프 - 클로이 매켄지
- 캐머런 크로베티 - 조시 라이트
- 니컬러스 크로베티 - 맥스 라이트
- 클로이 콜먼 - 스카이 칼슨
- 아이비 조지 - 애머벨라 클라인
- 메린 던게이 - 에이드리엔 퀸런 형사
- 로빈 와이거트 - 어맨다 라이스먼 박사
- P. J. 번 - 워런 니팔
- 산티아고 카브레라 - 조지프 바크먼
- 세라 소콜로비치 - 토리 바크먼
- 켈런 콜먼 - 하퍼 스팀슨
- 래리 설리번 - 오런
- 지아 카리데스 - 멀리사
- 래리 베이츠 - 스튜
- 세라 베이커 - 시아 커닝햄
- 캐스린 카바리 - 서맨사
- 세라 번스 - 개브리엘
- 홍 차우 - 재키
- 데이비드 모너핸 - 버나드
- 몰리 헤이건 - 모리아티 박사
- 버지니아 컬 - 반스 선생
- 조지프 크로스 - 톰
- 더글러스 스미스 - 코리 브록필드
- 모 맥레이 - 마이클 퍼킨스
- 크리스털 R. 폭스 - 엘리자베스 하워스
- 마틴 도너번 - 마틴 하워드
- 푸르나 자가나탄 - 케이티 리치먼드
- 데니스 오헤어 - 아이라 파버

## 에피소드
각 에피소드의 번역 제목은 씨네프 채널의 번역을 기재하였다.

### 시즌 1
| 회차 | 제목                                       | 감독          | 각본             | 방송날짜        |
| --- | ------------------------------------------ | ------------- | ---------------- | --------------- |
| 1 | "누군가의 죽음" "Somebody's Dead"          | 장마르크 발레 | 데이비드 E. 켈리 | 2017년 2월 19일 |
| 몬터레이 마을에서 살인사건이 일어난다. 그러나 범인도 피해자도 알 수 없다. 경찰은 마을 사람들의 증언을 듣는다. 이야기는 초등학교 첫 등교 날로 거슬러 올라간다. 매들린은 친딸 애비게일을 훈계하다가 다리를 삐게 되고, 새로 이사온 제인이 그녀를 도와주며 둘은 친해지게 된다. 매들린은 제인에게 자기 친구인 설레스트를 비롯해 다른 학부모들을 소개해준다. 인물들의 소개가 이루어진다. 학교가 끝나고 아이들과 부모들이 모인 곳에서, 레나타의 딸 아마벨라가 제인의 아들 지기가 자기를 목졸랐다고 지목한다. 레나타는 사과하라고 하지만 제인은 아들이 그런 게 아니라면서 반박한다. 두 엄마 사이에 불화가 생겨난다. 이에 다른 부모들도 반으로 갈라져 파벌이 만들어진다. 그날 밤, 매들린은 전 남편 네이선과 그의 후처 보니와 친해지는 애비게일과 싸우고, 설레스트는 남편 페리의 애정 표현이 점점 과격해지자 그를 뿌리친다. |                                            |               |                  |                 |
| 2 | "엄마라는 이름의 전사" "Serious Mothering" | 장마르크 발레 | 데이비드 E. 켈리 | 2017년 2월 26일 |
| 평온하게만 보이는 마을 주민들의 숨겨왔던 갈등의 골이 깊어진다. 페리는 아이들의 신학기 오리엔테이션에서 부모님 참관이 안 되는 것을 알려주지 않은 것 때문에 설레스트와 싸우지만, 둘은 금세 섹스로 감정을 풀고 페리는 출장을 간다. 레나타는 아마벨라의 생일파티 초대장을 아이들에게 돌리면서 지기만 쏙 빼놓았고 이 때문에 지기와 제인을 옹호하던 매들린과 갈등이 생긴다. 매들린은 보니가 애비게일을 가족계획센터에 데려다주었다는 문제 때문에 민감해진다. 남편 에드는 자기도 남편인데 전남편 네이선에 대한 집착이 있다면서 매들린과 싸운다. 그러나 네이선이 직접 에드를 찾아와 아내들 사이의 문제 해결을 하자면서 매들린 부부를 폄하하자, 에드는 매몰차게 네이선을 거절한다. 한편 지기는 클로이의 말을 듣고 아마벨라에게 화해의 표시로 키스를 했다가 성추행 소동이 일어난다. 부모님들이 학교에 소집되고, 레나타는 법적으로 해결하겠다며 나섰고 제인은 울음을 터뜨린다. 매들린은 에드와 화해하고 포옹하며, 설레스트는 출장 간 페리와 섹스 채팅을 한다. |                                            |               |                  |                 |
| 3 | "꿈속에 살다" "Living the Dream"           | 장마르크 발레 | 데이비드 E. 켈리 | 2017년 3월 5일  |
| 레나타는 아마벨라의 생일 파티에 매들린의 딸 클로이네 친구들이 빠지자 매들린에게 아이들을 보내달라고 너그러이 부탁하지만, 매들린은 차갑게 거절한다. 레나타도 매몰차게 받아친다. 결국 아마벨라의 파티는 몇몇이 빠진 채로 치러지고, 매들린네는 따로 디즈니 아이스쇼를 보러 간다. 설레스트에 대한 페리의 폭력은 점차 심해져서 사소한 트집으로 목을 조르는 데까지 이어진다. 부부는 문제 의식을 느끼고 가정상담사를 찾아가서, 서로의 심경을 털어놓고 어느 정도 희망을 본다. 애비게일은 성적 하락 건으로 담임과 상담한 후 친부인 네이선네로 가서 살겠다는 결심을 한다. 매들린은 충격에 빠지지만 결국 받아들인다. 제인은 아들 지기에게 야구를 가르쳐 보고, 지기를 위해 원래 살던 마을로 돌아갈지를 고민한다. 함께 가족 조상 찾기 숙제를 하면서 제인은 지기의 아버지가 누군지 답을 피하고 지기는 짜증을 낸다. 조심스러워 하는 매들린에게 제인은 이야기를 해준다. 지기의 아버지는 '색슨'이라고 하는 자로, 제인은 잘 모르고 그와 원나잇을 했다가 폭력적으로 돌변한 그에게 데이트 강간을 당하고 지기를 임신하게 된 것이었다. |                                            |               |                  |                 |
| 4 | "터져 나온 본심" "Push Comes to Shove"     | 장마르크 발레 | 데이비드 E. 켈리 | 2017년 3월 12일 |
| 애비게일은 네이선의 집으로 이사 가고, 네이선의 후처 보니는 남편과 매들린 사이를 완화해 보려고 에드와 상담해서 부부 간 저녁 약속을 잡는다. 매들린이 제작하는 애비뉴 Q 인형극이 외설적이라는 시비가 걸려 ― 실제로는 매들린을 방해하려는 레나타의 입김이 컸다 ― 공연을 못하게 될 위기에 처한다. 매들린은 과거 변호사였던 설레스트에게 도움을 청하고, 설레스트는 페리의 반발을 무릅쓰고 매들린의 변호사 역으로 나선다. 설레스트는 레나타와 시장 앞에서 아주 멋지게 극의 정당성을 주창하고 공연이 이루어질 수 있도록 설득해낸다. 성공적인 담판에 뒤이어 매들린은 극단 동료인 조세프의 갑작스러운 구애를 받게 된다. 제인은 지기가 아마벨라를 괴롭히고 있을지 모른다는 담임의 이야기를 듣고, 제인은 지기를 아동 상담사에게 데리고 간다. 상담사는 지기가 오히려 괴롭힘당하고 있을지 모른다고 말한다. 한편 제인은 색슨 이야기를 털어놓은 뒤로 색슨이 자기를 덮치는 환상에 시달리고 있었는데, 매들린이 인터넷에서 색슨의 정체와 사는 곳을 알아낸다. |                                            |               |                  |                 |
| 5 | "물어뜯긴 상처" "Once Bitten"              | 장마르크 발레 | 데이비드 E. 켈리 | 2017년 3월 19일 |
| 제인은 사격 연습을 하면서 색슨의 환상에 대처하고 있다. 레나타는 딸 아마벨라의 어깨에서 물어뜯긴 상처를 발견하고 노발대발한다. 아마벨라는 범인에 대해 입을 다물었지만 레나타는 제인의 아들 지기를 지목한다. 이에 제인은 레나타와 같이 학교 교장과 면담한다. 면담을 마치고 제인은 매들린과 카페에서 대화하는데, 조셉이 나타나 매들린을 잠시 불러낸다. 조셉은 여전히 매들린에게 애정이 있었으나 매들린은 관계는 끝났다고 한다. 차 안에서 다투던 둘은 갑작스럽게 다른 차와 부딪친다. 매들린은 크게 다치지 않았으나 조셉은 입원하게 된다. 차 안에서 단 둘이 있던 두 사람에 대해 매들린의 남편 에드와 조셉의 아내 토리의 의심이 커진다. 한편, 여전히 또 다시 네이선의 폭력이 생기자 설레스트는 혼자서 가정 상담사를 찾아간다. 설레스트는 처음에는 극구 부정했으나, 상담사의 설득에 못 이겨 결국 학대와 자신의 공포를 인정한다. 같은 시간 제인은 혼자서 색슨 베이커를 찾아가 만난다. |                                            |               |                  |                 |
| 6 | "열정적인 사랑" "Burning Love"             | 장마르크 발레 | 데이비드 E. 켈리 | 2017년 3월 26일 |
| 제인이 만난 색슨 베이커는 그녀를 강간한 그 남자가 아니었다. 제인은 권총을 가지고 갔지만 쓰지는 않았다는 이야기를 매들린에게 밝힌다. 학교에서는 지기를 전학시키자는 청원이 떠돌고, 이를 알게 된 제인은 레나타에게 달려들어 눈을 찌른다. 그러나 청원을 올린 것은 레나타가 아니라 다른 학부모였다. 제인은 그후 정중하게 찾아가 사과하고, 지기는 아무 잘못이 없다는 사실을 확인시킨다. 레나타는 딸 아마벨라를 반 친구들과 둘이서만 놀게 함으로써 진짜 범인을 알아내기로 한다. 며칠 후, 매들린의 애비뉴 Q 인형극이 초연된다. 매들린은 자신과 조셉의 관계를 조셉의 아내에게 들켰음을 알게 된다. 한편 페리와 설레스트는 인형극을 보러 오지 못했데, 바로 페리의 섹스 요구를 설레스트가 거부하다가 테니스 라켓으로 페리의 페니스를 때려 병원에 실려가게 만들었기 때문이었다. 사과하는 설레스트에게 페리는 죽이지 않은 걸 다행으로 알라고 위협한다. 그후 설레스트는 해안가에 방을 얻어 그곳에서 지내기 시작한다. 한편 보니의 주도로 네이선, 에드, 매들린이 함께 점심식사를 하며 서로의 경직된 관계를 풀고자 한다. 네이선은 애비게일이 구상하는 비밀 프로젝트의 내용을 밝히는데, 바로 자신의 순결을 인터넷에 팔아 그 돈을 구호단체에 기부한다는 것이었다. 경악한 매들린이 구역질을 하고 식사는 망쳐진다. 매들린은 애비게일에게 가서, 자신의 외도 사실을 고백한다. |                                            |               |                  |                 |
| 7 | "인생의 필수품" "You Get What You Need"    | 장마르크 발레 | 데이비드 E. 켈리 | 2017년 4월 2일  |

### 시즌 2
| 회차 | 제목                                        | 감독            | 각본                            | 방송날짜        |
| ---- | ------------------------------------------- | --------------- | ------------------------------- | --------------- |
| 1    | "그들은 무엇을 했나" "What Have They Done?" | 앤드리아 아널드 | 데이비드 E. 켈리, 리안 모리아티 | 2019년 6월 9일  |
| 2    | "고자질하는 심장" "Tell-Tale Hearts"        | 앤드리아 아널드 | 데이비드 E. 켈리, 리안 모리아티 | 2019년 6월 16일 |
| 3    | "세상의 끝" "The End of the World"          | 앤드리아 아널드 | 데이비드 E. 켈리, 리안 모리아티 | 2019년 6월 23일 |
| 4    | "그 여자는 알고 있다" "She Knows"           | 앤드리아 아널드 | 데이비드 E. 켈리, 리안 모리아티 | 2019년 6월 30일 |
| 5    | "날 죽여 줘" "Kill Me"                      | 앤드리아 아널드 | 데이비드 E. 켈리, 리안 모리아티 | 2019년 7월 7일  |
| 6    | "나쁜 엄마" "The Bad Mother"                | 앤드리아 아널드 | 데이비드 E. 켈리, 리안 모리아티 | 2019년 7월 14일 |
| 7    | "나는 알고 싶다" "I Want to Know"           | 앤드리아 아널드 | 데이비드 E. 켈리, 리안 모리아티 | 2019년 7월 21일 |